# Gouache
 (juin 2012).
Si vous disposez d'ouvrages ou d'articles de référence ou si vous connaissez des sites web de qualité traitant du thème abordé ici, merci de compléter l'article en donnant les références utiles à sa vérifiabilité et en les liant à la section « Notes et références ».
La gouache (de l'italien guazzo) est une peinture à l'eau, comme l'aquarelle, mais couvrante et opaque. Le liant ou le solvant utilisé pour cette peinture est traditionnellement l'eau gommée (gomme arabique) et elle se dilue à l’eau. 
Comme pour toutes les techniques ou médiums artistiques, le mot gouache désigne à la fois le matériau (peinture) et le résultat. Comme la plupart des peintures, encres et pigments stables les gouaches peuvent contenir des pigments hautement toxiques, nécessitant des précautions lors de leur utilisation par des enfants et lors de l'élimination des restes de peinture.

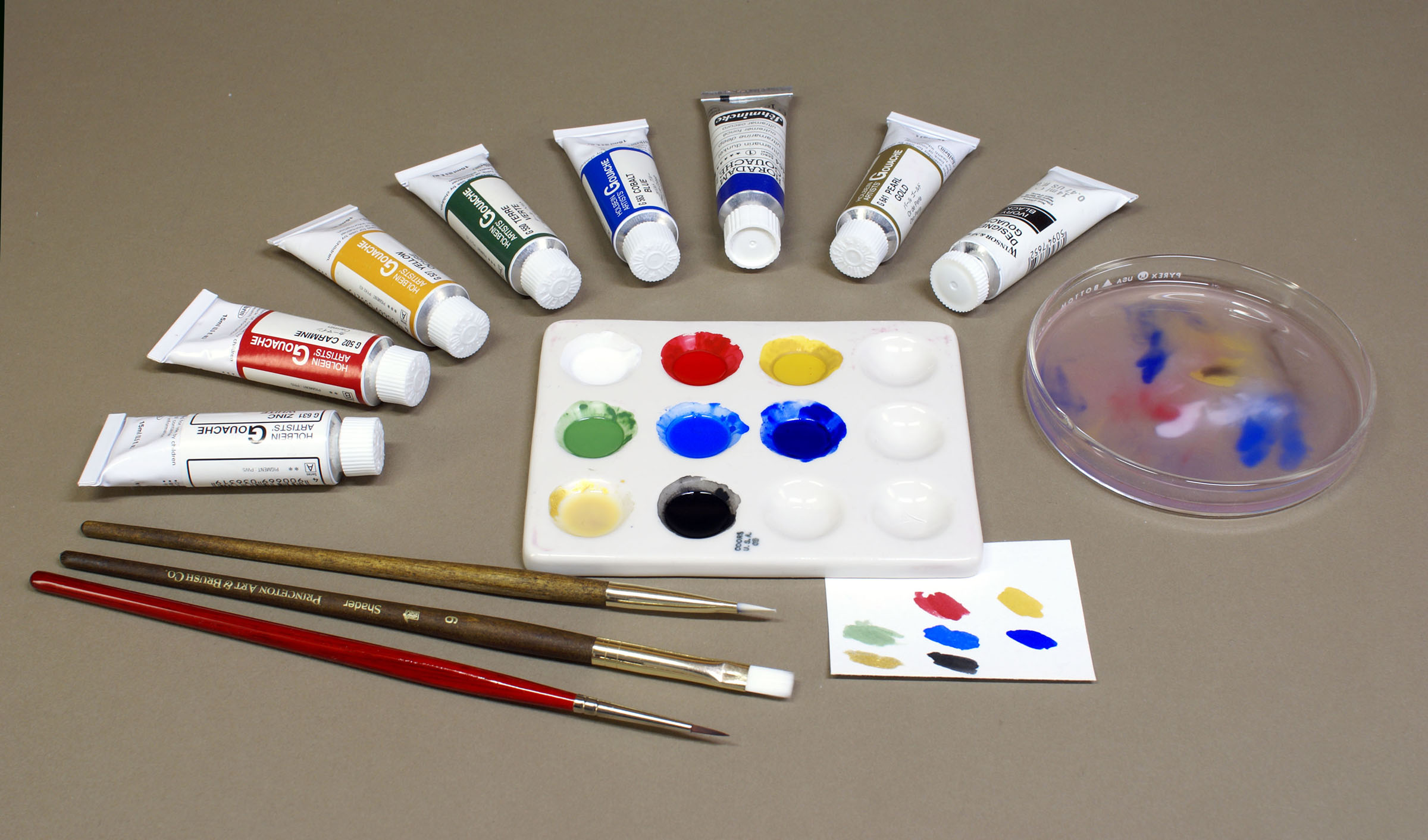
Matériel de base, tel que généralement utilisé pour l'initiation aux arts plastiques durant la scolarité.

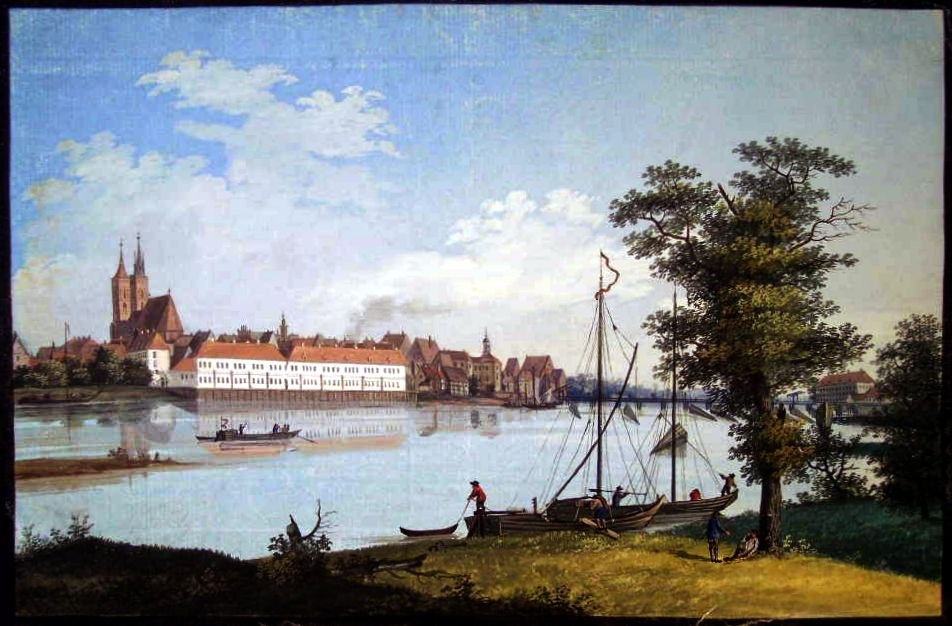
Gouache de 1759, très bien conservée, représentant une vue de Francfort.

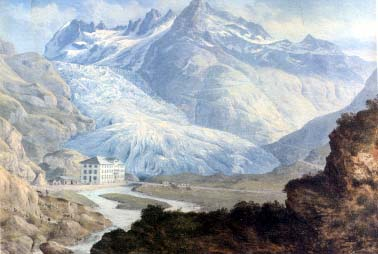
Gouache de Corradi (1860), représentant l'hôtel du glacier du Rhône.

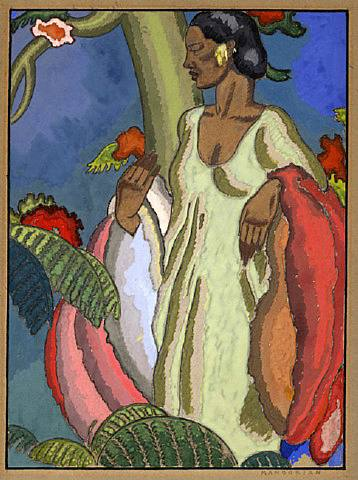
Œuvre plus contemporaine (Vendeuse colliers de fleurs) de Arman Manookian.

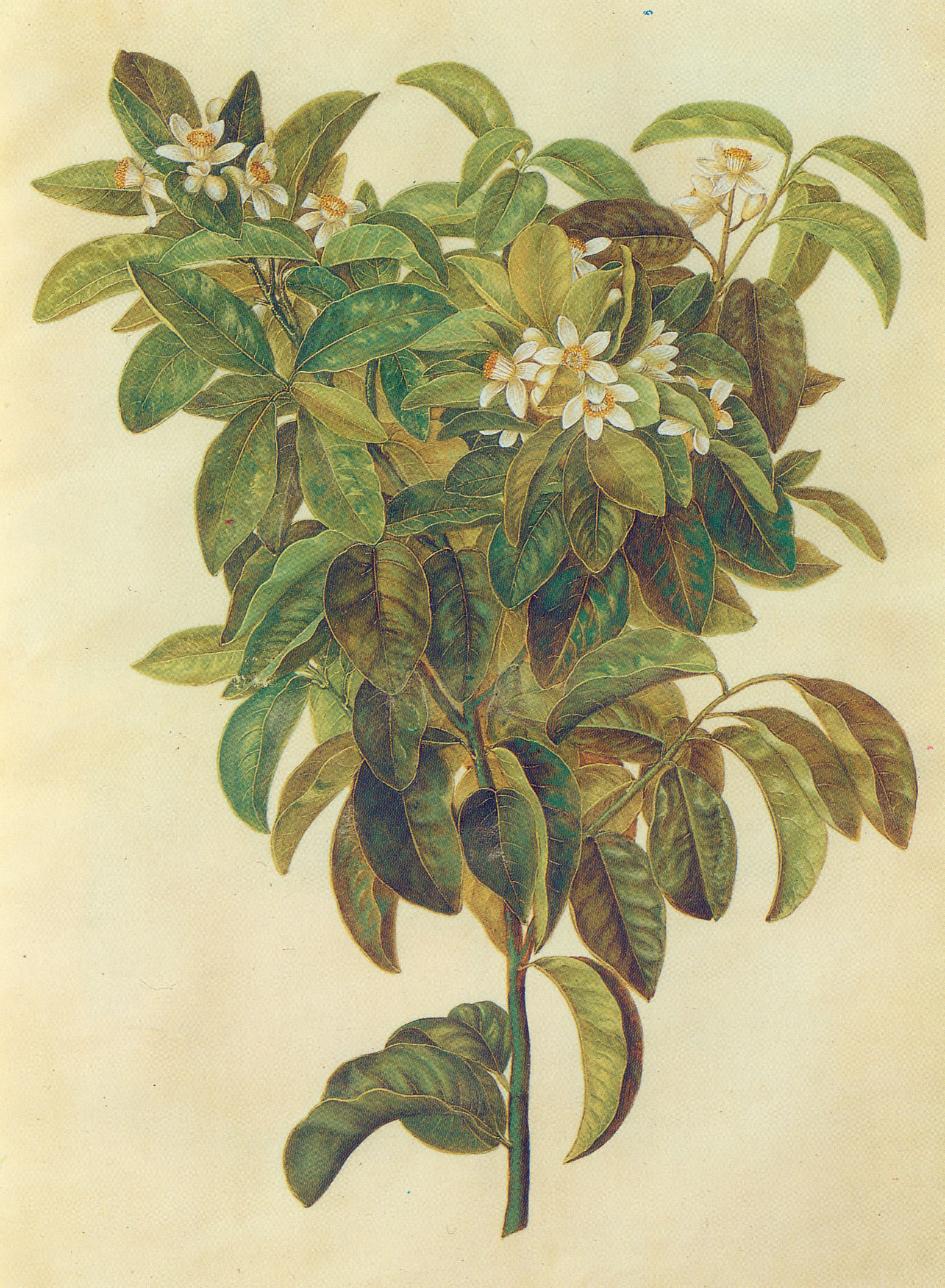
Planche de dessin naturaliste : Citrus limonum, gouache sur papier vélin.

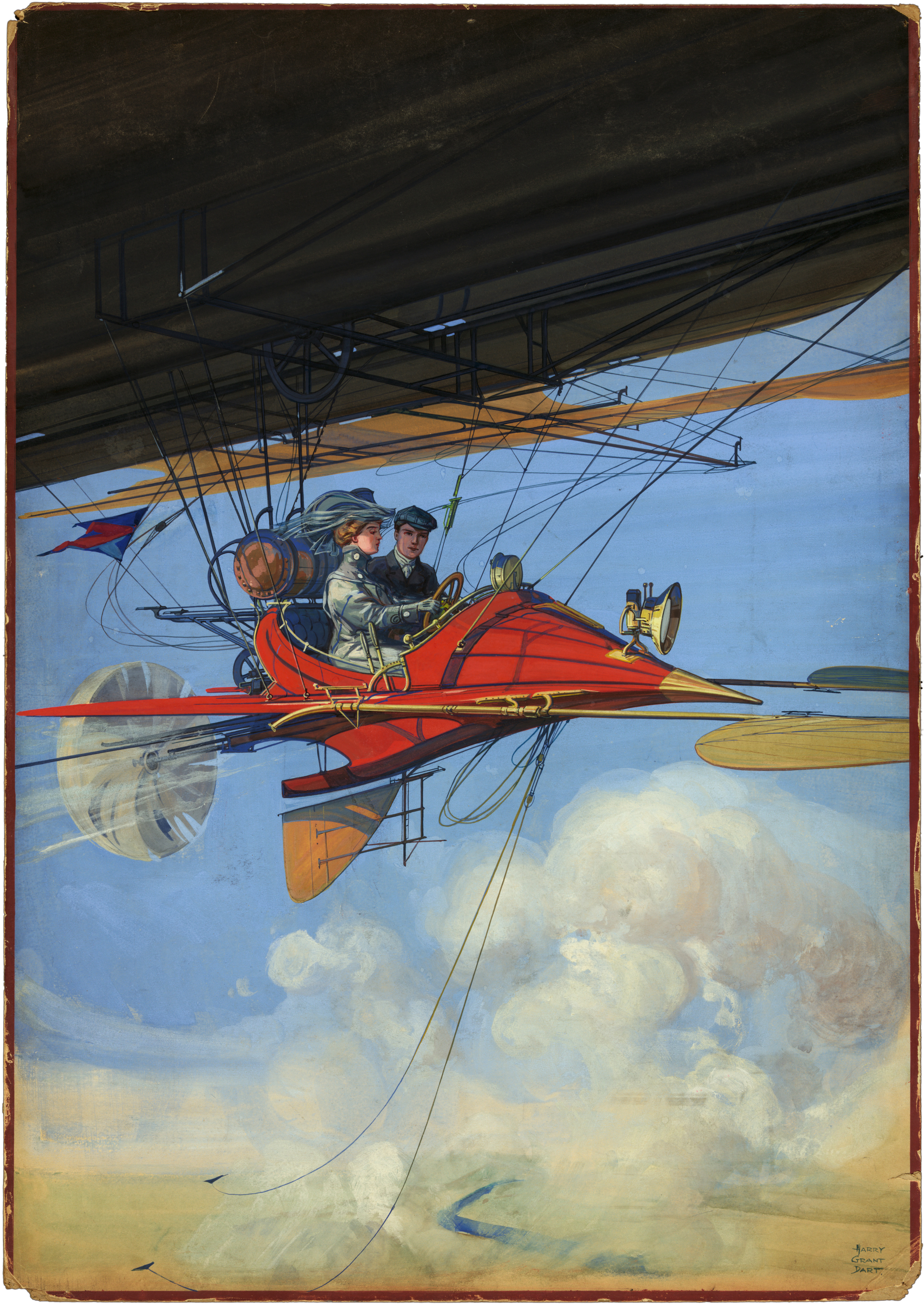
La gouache autorise aussi une réalisation très technique ou précise (Voyage aérien futuriste, Harry Grant Dart, 1869-1939).

## Propriétés
La gouache a plusieurs qualités :
- elle se mélange facilement avec d'autres médiums ou colorants solubles dans l'eau ;
- non-acide elle n'exige pas de préparation protectrice du support, qu'elle n'altère pas ;
- les tubes ou pots de gouache peuvent être encore utilisés, même s'ils ont séché, si la gouache est remélangée à de l'eau ;
- tant qu'elle n'est pas vernie, elle peut se retravailler même des années après, ce qui en fait un excellent outil d'étude ;
- nettoyage facile des pinceaux et du matériel ;
- bien qu'elles soient opaques, les gouaches extra-fines peuvent se diluer jusqu'à retrouver des transparences très proches de l'aquarelle ;
- bonne tenue à la lumière : ne jaunit pas ;
- son opacité facilite son application sur fond coloré et permet les repentirs.

## Inconvénients
Si elle est appliquée en couche épaisse, elle se craquelle et peut se décoller du support s'il est souple.
Si elle n'est pas protégée par un verre, ou soigneusement vernie, elle reste très vulnérable à l'eau.
La gouache étant souvent chargée d'un opacifiant blanc elle est la technique de peinture qui s'éclaircit le plus au séchage, exigeant le développement d'une maîtrise spécifique du peintre à cet égard.

## Histoire
Certaines peintures du Moyen Âge ont été assimilées à des « gouaches » sans qu'elles possèdent vraiment toutes les propriétés de séchage rapide et d'opacité des gouaches actuelles.
À l'origine, la gouache était une aquarelle à laquelle était ajouté un constituant permettant de conserver la luminosité de la peinture tout en la rendant couvrante (un composant crayeux le plus souvent).
La gouache connaît un développement important au dix-neuvième puis au vingtième siècle en tant que médium privilégié pour la réalisation préparatoire d’œuvres destinées à l'impression multiple, qu'il s'agisse d'illustrations ou d'affiches : modèles pour la lithographie et, au vingtième siècle, pour la réclame puis la publicité.
Le liant le plus utilisé actuellement dans l'industrie de la gouache, surtout scolaire, est le méthylcellulose.
Les charges opacifiantes les plus courantes de la gouache sont la craie, le lithopone et le blanc fixe.

## Toxicité et précautions
Certains pigments (oxydes de métaux lourds) utilisés ou ayant été utilisés dans les gouaches sont très toxiques (neurotoxique, reprotoxique ou cancérigènes avérés, comme c'est le cas pour par exemple le plomb, le cadmium, le chrome ou encore le vert de malachite). Ces pigments ne sont pas dégradables ni biodégradables. Ils polluent l'eau, ou l'air ou les cendres si un support gouaché est brûlé.
Il convient donc de ne pas mouiller le pinceau sur la langue, de ne pas utiliser les gouaches sur la peau, de ne jamais les utiliser comme colorant alimentaire et de les tenir à distance des jeunes enfants (sauf s'il s'agit de gouaches spéciales, portant mention précisant qu'il s'agit de pigments non-toxiques, adaptés aux enfants)
Comme palette ou support de préparation d'un mélange, il est recommandé d'utiliser des supports non-absorbants (plastique, métal, acier) plutôt qu'en papier. De même, en laissant décanter le pigment dans l'eau (au nettoyage des pinceaux), il est possible d'éliminer le dépôt en déchèterie plutôt que dans le réseau d'égouts où les métaux toxiques contribueraient à polluer les boues d'épuration qui peuvent être épandues sur les champs.
La peinture au doigt est à éviter pour les enfants et adultes (ou avec gants adaptés), et certaines gouaches vendues pour cet usage sont toxiques (ex. : en 2024, une marque vendue dans la France entière a du rappeler ses produits car contenant du plomb, du formaldéhyde (cancérigène et mutagène) et de la méthylisothiazolinone (MIT, allergène et source possible d'eczéma chronique).